# Борец плетевидный
Боре́ц плетеви́дный (лат. Aconitum flagellare) — многолетнее травянистое растение, вид рода Борец (Aconitum) семейства Лютиковые (Ranunculaceae).
Характерной особенностью этого вида нередко являются длинные, тонкие плети, иногда до 50 см, выходящие из пазух листьев.

## Распространение и экология
Ареал вида охватывает Дальний Восток России. Эндемик.
Произрастает по берегам рек во влажных хвойных лесах.

## Ботаническое описание
Корневище в виде двух клубней длиной до 1,5 см и толщиной до 0,7 см. Стебель прямой или слегка извилистый, высотой 40—60 см, круглый, голый или слабо опушенный, равномерно облиственный.
Листья сверху и снизу голые, все на черешках, который, у нижних стеблевых, доходят до 10 см. Пластинка листа в общем очертании округлая, длиной 4—9 см, редко меньше, шириной 5—12 см, до основания рассечённая на 5 клиновидно-суживающихся сегментов, последние несут острые, весьма колеблющиеся по длине зубцы.
Соцветие — немногоцветковая конечная кисть, у основания ветвящаяся. Цветки бледно-фиолетовые, крупные, длиной до 4 см, шириной до 2 см, на опушенных цветоножках с прицветниками, большей частью сдвинутыми к основанию цветков. Шлем высотой 0,7—1,8 см, длиной до 2,5 см, шириной на уровне носика до 2,5 см, куполовидный с заострённым носиком, голый или с весьма скудным опушением; боковые доли околоцветника неравнобокие или округло-неравнобокие, длиной 1,5—1,7 см, шириной 1,5—1,8 см; нижние доли длиной до 2 см, шириной 0,5—0,8 см. Нектарники с изогнутым ноготком, спиралевидно-головчатым шпорцем длиной до 3 мм и шириной 1,5 мм, и пластинкой, сросшейся с ноготком и равной одной трети ноготка, губа небольшая загнутая кверху, двулопастная.

## Таксономия
Вид Борец плетевидный входит в род Борец (Aconitum) трибы Живокостные (Delphinieae) подсемейства Лютиковые (Ranunculoideae) семейства Лютиковые (Ranunculaceae) порядка Лютикоцветные (Ranunculales).
|  |                       |  |                                               |                                               |                                         |  | ещё четыре подсемейства (согласно Системе APG II) | ещё четыре подсемейства (согласно Системе APG II) |                                           |  |  |  | ещё 2 рода              | ещё 2 рода            |  |  |
|  |                       |  |                                               |                                               |                                         |  | ещё четыре подсемейства (согласно Системе APG II) | ещё четыре подсемейства (согласно Системе APG II) |                                           |  |  |  | ещё 2 рода              | ещё 2 рода            |  |  |
|  |                       |  |                                               | семейство Лютиковые                           |                                         |  |                                                   |                                                   | триба Живокостные                         |  |  |  |                         | вид Борец плетевидный |  |  |
|  |                       |  |                                               | семейство Лютиковые                           |                                         |  |                                                   |                                                   | триба Живокостные                         |  |  |  |                         | вид Борец плетевидный |  |  |
|  | порядок Лютикоцветные |  |                                               |                                               | подсемейство Лютиковые (Ranunculoideae) |  |                                                   |                                                   | род Борец, или Аконит                     |  |  |  |                         |                       |  |  |
|  | порядок Лютикоцветные |  |                                               |                                               |                                         |  |                                                   |                                                   |                                           |  |  |  |                         |                       |  |  |
|  |                       |  | ещё десять семейств (согласно Системе APG II) | ещё десять семейств (согласно Системе APG II) |                                         |  |                                                   | ещё восемь триб (согласно Системе APG II)         | ещё восемь триб (согласно Системе APG II) |  |  |  | ещё от 250 до 300 видов |                       |  |  |
|  |                       |  |                                               | ещё десять семейств (согласно Системе APG II) |                                         |  |                                                   |                                                   | ещё восемь триб (согласно Системе APG II) |  |  |  |                         |                       |  |  |